# Diou, Indre
Diou là một xã ở tỉnh Indre khu vực trung bộ Pháp. Xã này có diện tích 16,39 km², dân số thời điểm năm 1999 là 235 người. Khu vực này có độ cao trung bình 118 mét trên mực nước biển.